# FC Bayern München
Fußball-Club Bayern München e.V., cunoscut ca FC Bayern München (AFI: [ˈbaɪ.ɐn ˈmʏnçən]), FCB, sau Bayern, este un club de fotbal din München, Germania, care evoluează în Bundesliga. Datorită celor 14 trofee internaționale, dar și celor 70 de trofee naționale câștigate de-a lungul timpului, Bayern reprezintă cel mai important club german și unul dintre cele mai de succes cluburi de fotbal.
Echipa a fost fondată în 1900 de membri unui club de gimnastică din München. În 1932 a câștigat primul campionat german, învingând Eintracht Frankfurt cu 2-0 în finală. După Al Doilea Război Mondial a promovat în prima divizie (Oberliga Süd). După o retrogradare și o nouă promovare, Bayern München a câștigat Cupa Germaniei, învingând-o cu 1-0 pe Fortuna Düsseldorf. După această victorie, echipa a intrat în perioada de aur, la care au participat Franz Beckenbauer, Gerd Müller și Sepp Maier.
Franz Beckenbauer și-a făcut debutul în Regionalliga Süd și a câștigat primul meci cu FC St. Pauli la 6 iunie 1964. În anul următor, acesta a promovat cu echipa în prima ligă și a câștigat atât Cupa Germaniei, cât și mai multe trofee europene.
Bayern este singura echipa germană de până acum care a câștigat toate trofeele importante (Campionatul Germaniei, Cupa Germaniei, Campionatul Mondial al Cluburilor și Liga Campionilor, Cupa Cupelor). Această performanță a fost realizată după un sezon precedent de coșmar pentru bavarezi, pierzând toate cele 3 trofee. Jupp Heynckes și-a luat rămas bun de la Bayern cum nu se poate mai bine pentru el, predând ștafeta lui Josep Guardiola.

## Rivalitatea cu alte echipe
Principala rivală a acestei echipe este Borussia Dortmund. Bayern și Dortmund s-au luptat pentru multe titluri în Bundesliga. Cele două echipe au jucat una împotriva celeilalte în 3 finale din DFB-Pokal din 2008, 2012 și 2014. Bayern și Dortmund au jucat de asemenea și în DFL-Supercup în 1989, 2008, 2012, 2013 și 2014. Apogeul rivalității a fost când Bayern a învins-o pe Dortmund cu scorul de 2-1 în finala UEFA Champions Leauge 2012-2013. Bayern este una dintre cele 3 cluburi profesionale de fotbal din München. O altă rivală din zona Münchenului este TSV 1860 München, care a fost cel mai bun club al anilor '60, câștigând campionatul și o cupă.
În sezonul 2019-2020 bavarezii au reușit una din cele mai spectaculoase victorii în fața celor de la FC Barcelona cu scorul final de 8-2 ceea ce a uimit o întreaga planetă.

## Istorie
În 2020, a ajuns în semifinalele Champions League după o victorie uriașă, 8-2, împotriva Barcelonei.

## Culori și stemă
La început culorile bavarezilor erau alb și albastru, dar clubul folosește până în 1905 tricouri albe și șorturi albastre, atunci când Bayern intră în MSC. MSC decide că jucătorii trebuie să joace în șorturi roșii. Bayern a jucat în roșu și alb în cea mai mare parte a existenței sale și culoarea albastră a folosit-o ca alternativă. În sezonul 1960-1970 Bayern a folosit ca echipament un tricou cu dungi, având culorile albastru și alb, pantaloni scurți și jambiere albastre. Un stil similar l-a avut în 1995, când culoarea albastră a devenit culoarea dominantă pentru prima dată. Din 1999 Bayern a revenit la culoarea sa inițială. În deplasare au avut de-a lungul anilor o varietate de culori, inclusiv alb, negru, albastru, auriu și verde. În 2009 Bayern a avut un echipament roșu.

### Echipamente istorice
| Cupa Cupelor 1967 | Finala Cupei Campionilor Europeni 1974 și 1976 | Finala Cupei Campionilor Europeni 1975 și 1982 |  | Cupa Intercontinentală 1976 | Finala Cupei Campionilor Europeni 1987 | Finala Cupei UEFA 1996 · (prima manșă) |

|  | Finala Cupei UEFA 1996 · (manșa secundă) | Finala Ligii Campionilor 1999 | Finala Ligii Campionilor 2001 | Finala Ligii Campionilor 2010 | Finala Ligii Campionilor 2012 | Cvadrupla 2013 |  |

## Palmares
Având la activ câștigarea a două Cupe Intercontinentale, 6 cupe ale Campionilor europeni, o Cupă UEFA, o Cupă a Cupelor, 34 ale campionatului național al Germaniei și 20 ale Cupei Germaniei la fotbal, Bayern München este de departe cel mai de succes club din Germania. Cu o bază foarte largă de peste 150.000 de membri, Bavarezii ocupă un remarcabil loc trei după SL Benfica (locul întâi, conform Guinness World Records) și FC Barcelona. 
Bayern München este unul dintre cluburile sportive care au avut cele mai mari succese posibile din istoria fotbalului.
- Bundesliga
  - Câștigători (34) (record): 1931–32, 1968–69, 1971–72, 1972–73, 1973–74, 1979–80, 1980–81, 1984–85, 1985–86, 1986–87, 1988–89, 1989–90, 1993–94, 1996–97, 1998–99, 1999–2000, 2000–01, 2002–03, 2004–05, 2005–06, 2007–08, 2009–10, 2012–13, 2013–14,  2014–15, 2015–16, 2016–17, 2017–18, 2018–19, 2019–20, 2020–21, 2021–22, 2022–23, 2024–25.
- DFB-Pokal
  - Câștigători (20) (record): 1957, 1966, 1967, 1969, 1971, 1982, 1984, 1986, 1998, 2000, 2003, 2005, 2006, 2008, 2010, 2013, 2014, 2016, 2019, 2020
- DFB-Ligapokal
  - Câștigători (6) (record): 1997, 1998, 1999, 2000, 2004, 2007
- DFL-Supercup
  - Câștigători (10) (record): 1987, 1990, 2010, 2012, 2016, 2017, 2018, 2020, 2021, 2022
- Liga Campionilor UEFA / Cupa Campionilor Europeni
  - Câștigători (6): 1973–1974, 1974–1975, 1975–1976, 2000–2001, 2012–2013, 2019-2020
  - Finalistă (5): 1982, 1987, 1999, 2010, 2012
- Cupa Cupelor UEFA
  - Câștigători (1): 1967
- UEFA Europa League / Cupa UEFA
  - Câștigători (1): 1996
- Cupa Intercontinentală
  - Câștigători (2): 1976, 2001
- Campionatul Mondial al Cluburilor FIFA
  - Câștigători (2): 2013, 2020
- Supercupa Europei
  - Câștigători (2): 2013, 2020

## Lotul actual
La 15 august 2025.
| Nr. |               | Poziție | Jucător                          |
| --- | ------------- | ------- | -------------------------------- |
| 1   | Germania      | P       | Manuel Neuer (căpitan)           |
| 2   | Franța        | F       | Dayot Upamecano                  |
| 3   | Coreea de Sud | F       | Kim Min-jae                      |
| 4   | Germania      | F       | Jonathan Tah                     |
| 6   | Germania      | F       | Joshua Kimmich (vice-căpitan)    |
| 7   | Germania      | A       | Serge Gnabry                     |
| 8   | Germania      | M       | Leon Goretzka (al 3-lea căpitan) |
| 9   | Anglia        | A       | Harry Kane                       |
| 10  | Germania      | M       | Jamal Musiala                    |
| 14  | Columbia      | A       | Luis Díaz                        |
| 15  | Anglia        | M       | Eric Dier                        |
| 17  | Franța        | M       | Michael Olise                    |

| Nr. |            | Poziție | Jucător             |
| --- | ---------- | ------- | ------------------- |
| 19  | Canada     | F       | Alphonso Davies     |
| 20  | Germania   | M       | Tom Bischof         |
| 21  | Japonia    | F       | Hiroki Itō          |
| 22  | Portugalia | F       | Raphaël Guerreiro   |
| 23  | Franța     | F       | Sacha Boey          |
| 24  | Germania   | M       | Paul Wanner         |
| 27  | Austria    | M       | Konrad Laimer       |
| 28  | Germania   | F       | Tarek Buchmann      |
| 34  | Croația    | M       | Lovro Zvonarek      |
| 40  | Germania   | P       | Jonas Urbig         |
| 44  | Croația    | F       | Josip Stanišić      |
| 45  | Germania   | M       | Aleksandar Pavlović |

### Bayern München II și Echipa de Juniori
La 1 iulie 2025.
| Nr. |          | Poziție | Jucător          |
| --- | -------- | ------- | ---------------- |
| 30  | Germania | F       | Cassiano Kiala   |
| 36  | Germania | A       | Wisdom Mike      |
| 37  | Croația  | P       | Anthony Pavlešić |
| 41  | Suedia   | A       | Jonah Kusi-Asare |

| Nr. |            | Poziție | Jucător      |
| --- | ---------- | ------- | ------------ |
| 46  | Germania   | M       | Lennart Karl |
| 47  | Portugalia | M       | David Santos |
| 48  | Germania   | P       | Leon Klanac  |

### Împrumutați
| Nr. |           | Poziție | Jucător                                                        |
| --- | --------- | ------- | -------------------------------------------------------------- |
|     | Germania  | P       | Alexander Nübel (la VfB Stuttgart până pe 30 iunie 2026)       |
|     | Germania  | P       | Max Schmitt (la SSV Ulm până pe 30 iunie 2026)                 |
|     | Israel    | P       | Daniel Peretz (la Hamburger SV până pe 30 iunie 2026)          |
|     | Germania  | M       | Noël Aséko (la Hannover 96 până pe 30 iunie 2026)              |
|     | Germania  | M       | Arijon Ibrahimović (la 1. FC Heidenheim până pe 30 iunie 2026) |
|     | Danemarca | M       | Jonathan Asp Jensen (la Grasshopper până pe 30 iunie 2026)     |

| Nr. |            | Poziție | Jucător                                                     |
| --- | ---------- | ------- | ----------------------------------------------------------- |
|     | Germania   | M       | Maurice Krattenmacher (la Hertha BSC până pe 30 iunie 2026) |
|     | Croația    | M       | Lovro Zvonarek (la Grasshopper până pe 30 iunie 2026)       |
|     | Portugalia | M       | João Palhinha (la Tottenham Hotspur până pe 30 iunie 2026)  |
|     | Germania   | A       | Armindo Sieb (la Mainz 05 până pe 30 iunie 2026)            |
|     | Spania     | A       | Bryan Zaragoza (la Celta până pe 30 iunie 2026)             |

## Căpitani
Manuel Neuer este căpitan începând cu 2017.
| Perioada | Căpitan                   |
| -------- | ------------------------- |
| 1965–70  | Werner Olk (F)            |
| 1970–77  | Franz Beckenbauer (F)     |
| 1977–79  | Sepp Maier (P)            |
| 1979     | Gerd Müller (A)           |
| 1979–80  | Georg Schwarzenbeck (F)   |
| 1980–83  | Paul Breitner (M)         |
| 1983–84  | Karl-Heinz Rummenigge (A) |
| 1984–91  | Klaus Augenthaler (F)     |
| 1991–94  | Raimond Aumann (P)        |
| 1994–96  | Lothar Matthäus (F)       |
| 1997–99  | Thomas Helmer (F)         |
| 1999–02  | Stefan Effenberg (M)      |
| 2002–08  | Oliver Kahn (P)           |
| 2008–11  | Mark van Bommel (M)       |
| 2011–17  | Philipp Lahm (F)          |
| 2017-    | Manuel Neuer (P)          |

## Personal tehnic
La 29 mai 2024. 
| Antrenori                | Antrenori                                              |
| ------------------------ | ------------------------------------------------------ |
| Vincent Kompany          | Antrenor                                               |
| Anthony Barry            | Antrenor secund                                        |
| Arno Michels             | Antrenor secund                                        |
| Zsolt Löw                | Antrenor secund                                        |
| Michael Rechner          | Antrenor de portari                                    |
| Antrenori de fitness     |                                                        |
| Holger Broich            | Șeful de sănătate și fitness                           |
| Unitatea medicală        |                                                        |
| Dr. Peter Ueblacker      | Medic de echipă și director al departamentului medical |
| Prof. Dr. Roland Schmidt | Internist, cardiolog                                   |
| Dr. Jochen Hahne         | Medicul echipei                                        |
| Helmut Erhard            | Fizioterapeut (cap)                                    |
| Gerry Hoffmann           | Fizioterapeut                                          |
| Bernd Schosser           | Fizioterapeut                                          |
| Stephan Weickert         | Fizioterapeut                                          |
| Managementul echpei      |                                                        |
| Kathleen Krüger          | Manager de echipa                                      |

## Istoric antrenori
Lista antrenorilor clubului începând cu anul 1965.
| Nume                          | Perioadă                |
| ----------------------------- | ----------------------- |
| Zlatko Čajkovski              | 01.07.1963 - 30.06.1968 |
| Branko Zebec                  | 01.07.1968 - 13.03.1970 |
| Udo Lattek                    | 14.03.1970 - 02.01.1975 |
| Dettmar Cramer                | 16.01.1975 - 30.11.1977 |
| Gyula Lorant                  | 02.12.1979 - 28.02.1979 |
| Pál Csernai                   | 01.03.1979 - 16.05.1983 |
| Reinhard Saftig (interimar)   | 17.05.1983 - 30.06.1983 |
| Udo Lattek                    | 01.07.1983 - 30.06.1987 |
| Jupp Heynckes                 | 01.07.1987 - 08.10.1991 |
| Søren Lerby                   | 09.10.1991 - 10.03.1992 |
| Erich Ribbeck                 | 11.03.1992 - 27.12.1993 |
| Franz Beckenbauer             | 28.12.1993 - 30.06.1994 |
| Giovanni Trapattoni           | 01.07.1994 - 30.06.1995 |
| Otto Rehhagel                 | 01.07.1995 - 27.04.1996 |
| Franz Beckenbauer (interimar) | 29.04.1996 - 15.05.1996 |
| Klaus Augenthaler (interimar) | 16.05.1996 - 30.06.1996 |
| Giovanni Trapattoni           | 01.07.1996 - 30.06.1998 |
| Ottmar Hitzfeld               | 01.07.1998 - 30.06.2004 |
| Felix Magath                  | 01.07.2004 - 31.01.2007 |
| Ottmar Hitzfeld               | 01.02.2007 - 30.06.2008 |
| Jürgen Klinsmann              | 01.07.2008 - 27.04.2009 |
| Jupp Heynckes (interimar)     | 28.04.2009 - 30.06.2009 |
| Louis van Gaal                | 01.07.2009 - 09.04.2011 |
| Andries Jonker (interimar)    | 10.04.2011 - 30.06.2011 |
| Jupp Heynckes                 | 01.07.2011 - 30.06.2013 |
| Josep Guardiola               | 30.06.2013 - 30.06.2016 |
| Carlo Ancelotti               | 01.07.2016 - 28.09.2017 |
| Willy Sagnol (interimar)      | 28.09.2017 - 08.10.2017 |
| Jupp Heynckes                 | 28.09.2017 - 30.06.2018 |
| Niko Kovač                    | 01.07.2018 - 03.11.2019 |
| Hans-Dieter Flick             | 04.11.2019 - 30.06.2021 |
| Julian Nagelsmann             | 01.07.2021 - 24.03.2023 |
| Thomas Tuchel                 | 24.03.2023 - 29.05.2024 |
| Vincent Kompany               | 29.05.2024 -            |

Total: 24 antrenori, dintre care 11 germani
Listă actualizată la data de 29 mai 2024